# Bengt
Bengt ist ein schwedischer männlicher Vorname.

## Herkunft und Bedeutung
Bengt ist die schwedische Form des ursprünglich aus dem Lateinischen stammenden Namens Benedikt.
Als patronymisch gebildeter Familienname tritt Bengtsson auf. Die dänische Form des Namens ist Bent.
Die weibliche Form des Namens ist Bengta.

## Namensträger
- Bengt Ahlfors (* 1937), finnlandschwedischer Dramatiker und Regisseur
- Bengt Anderberg (1920–2008), schwedischer Übersetzer und Schriftsteller
- Bengt Andersson (* 1966), schwedischer Fußballtorhüter
- Bengt Anlert (1934–2018), schwedischer Fußballspieler und -trainer
- Bengt Baron (* 1962), schwedischer Schwimmer
- Bengt Beckman (1925–2012), schwedischer Kryptoanalytiker und Autor
- Bengt Berg (1885–1967), schwedischer Tierfotograf und Schriftsteller
- Bengt Berger (* 1942), schwedischer Jazz-Schlagzeuger, Komponist und Produzent
- Bengt Bergt (* 1982), deutscher Politiker
- Bengt Berndtsson (1933–2015), schwedischer Fußballspieler
- Bengt Birgersson (1254–1291), Bischof von Linköping und Herzog von Finnland
- Bengt Broms (Bauingenieur) (1928–2023), schwedischer Bauingenieur für Geotechnik
- Bengt Danielsson (1921–1997), schwedischer Anthropologe und Ethnologe
- Bengt Edlén (1906–1993), schwedischer Astrophysiker
- Bengt Eriksson (1931–2014), schwedischer Nordischer Kombinierer und Skispringer
- Bengt Fahlkvist (1922–2004), schwedischer Ringer
- Bengt Fasteraune (* 1964), norwegischer Politiker
- Bengt Fjällberg (* 1961), schwedischer Skirennläufer
- Bengt Fosshag (* 1940), deutscher Grafikdesigner und Illustrator
- Bengt-Erik Grahn (1941–2019), schwedischer Skirennläufer
- Bengt-Åke Gustafsson (* 1958), schwedischer Eishockeyspieler und -trainer
- Bengt Gustavsson (1928–2017), schwedischer Fußballspieler
- Bengt Hallberg (1932–2013), schwedischer Jazz-Pianist und Komponist
- Bengt Hambraeus (1928–2000), schwedischer Komponist und Organist
- Bengt Holbek (1933–1992), dänischer Folklorist
- Bengt Holmström (* 1949), finnischer Wirtschaftswissenschaftler
- Bengt Janus (1921–1988), dänischer Autor
- Bengt Johansson (Ringer) (1926–2008), schwedischer Ringer
- Bengt Johansson (Handballtrainer) (1942–2022), schwedischer Handballspieler- und trainer
- Bengt Jonasson, schwedischer Poolbillardspieler
- Bengt af Klintberg (* 1938), schwedischer Ethnologe
- Bengt Lidner (1757–1793), schwedischer Dichter
- Bengt Lindskog (1933–2008), schwedischer Fußballspieler
- Bengt von zur Mühlen (1932–2016), deutscher Filmproduzent und Autor
- Bengt Nilsson (1934–2018), schwedischer Leichtathlet
- Bengt Nilsson (Radsportler), schwedischer Radrennfahrer
- Bengt Nyholm (1930–2015), schwedischer Fußballspieler
- Bengt Oxenstierna (1623–1702), schwedischer Politiker und Diplomat
- Bengt Pedersen (* 1962), schwedischer Poolbillardspieler
- Bengt Persson (* 1942), schwedischer Fußballtrainer
- Bengt Polling (* um 1918), schwedischer Badmintonspieler
- Bengt Saltin (1935–2014), schwedischer Sportmediziner
- Bengt Ingemar Samuelsson (1934–2024), schwedischer Biochemiker (Nobelpreis 1982)
- Bengt Rune Strifeldt (* 1971), norwegischer Politiker
- Bengt Strömgren (1908–1987), schwedisch-dänischer Astronom und Astrophysiker
- Bengt Sundkler (1909–1995), schwedischer Missionar, Bischof und Religionswissenschaftler
- Bengt Thordeman (1893–1990), schwedischer Archäologe, Kunsthistoriker, Numismatiker und Waffenkundler
- Bengt Trägårdh (* 1958), schwedischer Rennfahrer
- Bengt Walden (* 1973), schwedischer Rennrodler
- Bengt Waller (1935–2021), schwedischer Regattasegler
- Bengt Westerberg (* 1943), schwedischer Politiker
- Bengt Westerlund (1921–2008), schwedischer Astronom
- Bengt Wikner (1923–2014), schwedischer Diskuswerfer
- Bengt Zederfeldt (1929–1999), schwedischer Physiologe und Chirurg
- Bengt Zikarsky (* 1967), deutscher Schwimmer

## Weiteres
- (1846) Bengt, 1960 entdeckter Asteroid des Hauptgürtels